# Монмаут (град, Орегон)
Монмаут (на английски: Monmouth) е град в окръг Полк, щата Орегон, САЩ. Монмаут е с население от 7741 жители (2000) и обща площ от 5 km². Намира се на 65,2 m надморска височина. ЗИП кодът му е 97361, а телефонният му код е 503.